# 巴斯特内斯矿场

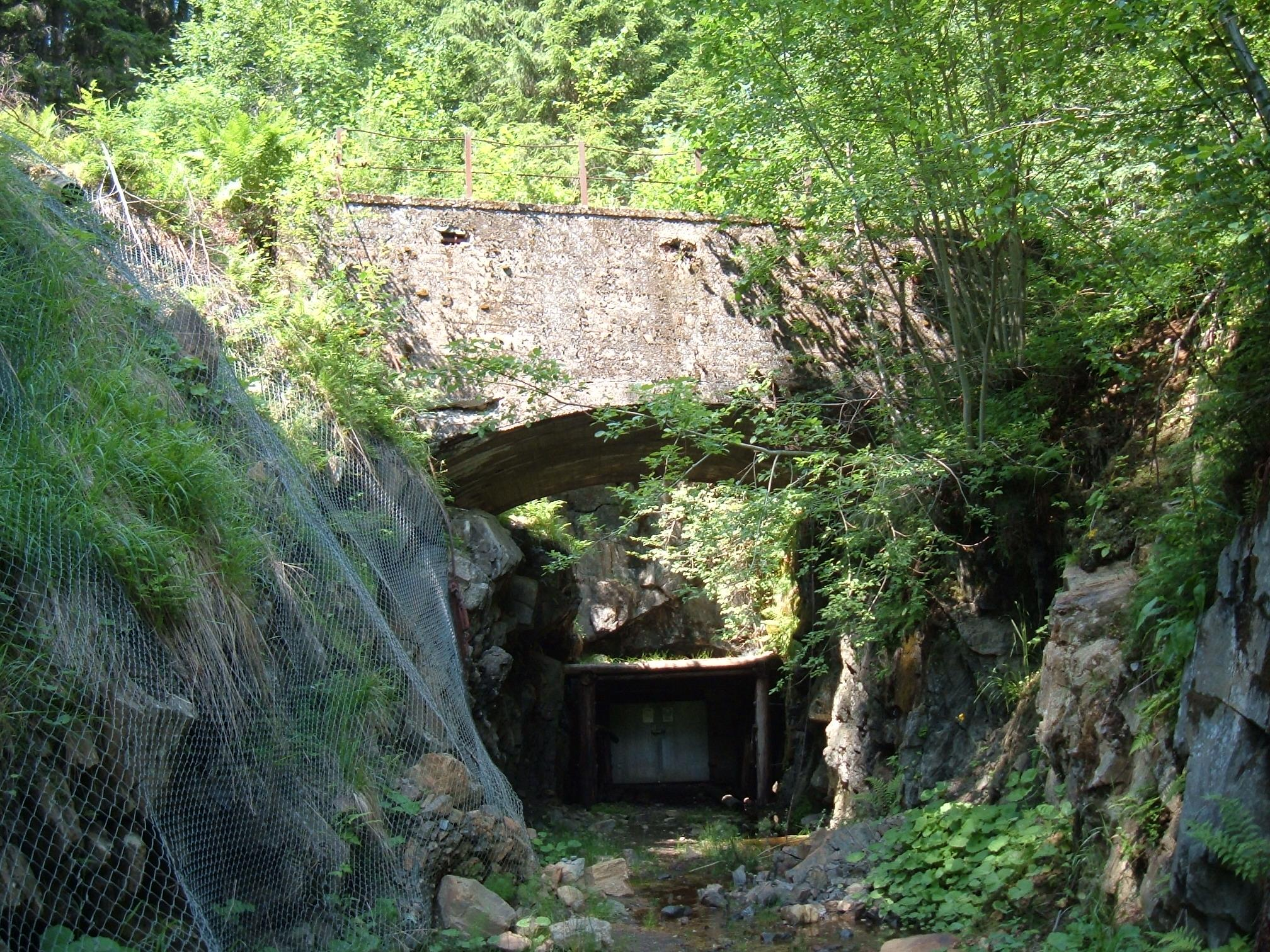
新巴斯特内斯矿场（Nya Bastnässtollen）

巴斯特内斯矿场（瑞典語：Bastnäs，Bastnaes），又译巴斯特纳斯、巴斯特那斯等，是瑞典韦斯特曼省里达尔许坦附近的一座矿场。关于该矿场的文献记载最早可追溯至1692年。有五十余种不同的矿物。
数种新元素的发现均和该矿山的矿石有关（铈、镧、钕、镨）。1803年，贝采利乌斯和威廉·希辛格（其家族当时拥有该矿场）在该矿场所产的“巴斯特纳斯钨石”中发现了新的化学元素铈。1839年，贝采利乌斯的舍友、瑞典化学家卡尔·古斯塔夫·莫桑德尔在巴斯特内斯矿的矿石中发现了新的化学元素镧。其后在1843年，莫桑德尔又从同样的矿石样本中发现了镨钕（当时认为是一种新元素），但1885年卡尔·奥尔·冯·韦尔斯巴赫发现镨钕乃是钕和镨两种元素的混合物。
氟碳铈矿的西文名也得自该矿场。

## 画册

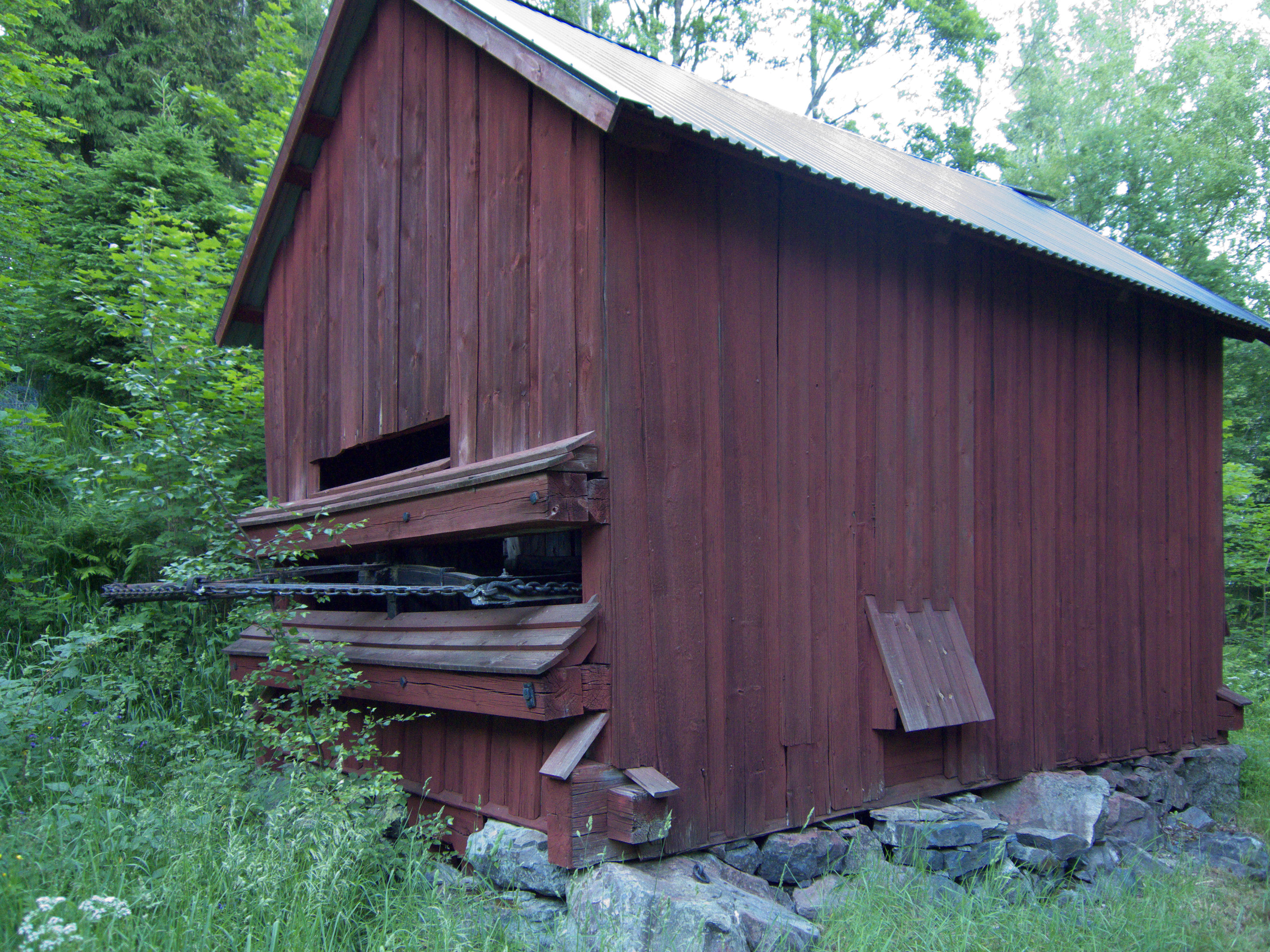
巴斯特内斯矿场的传动带
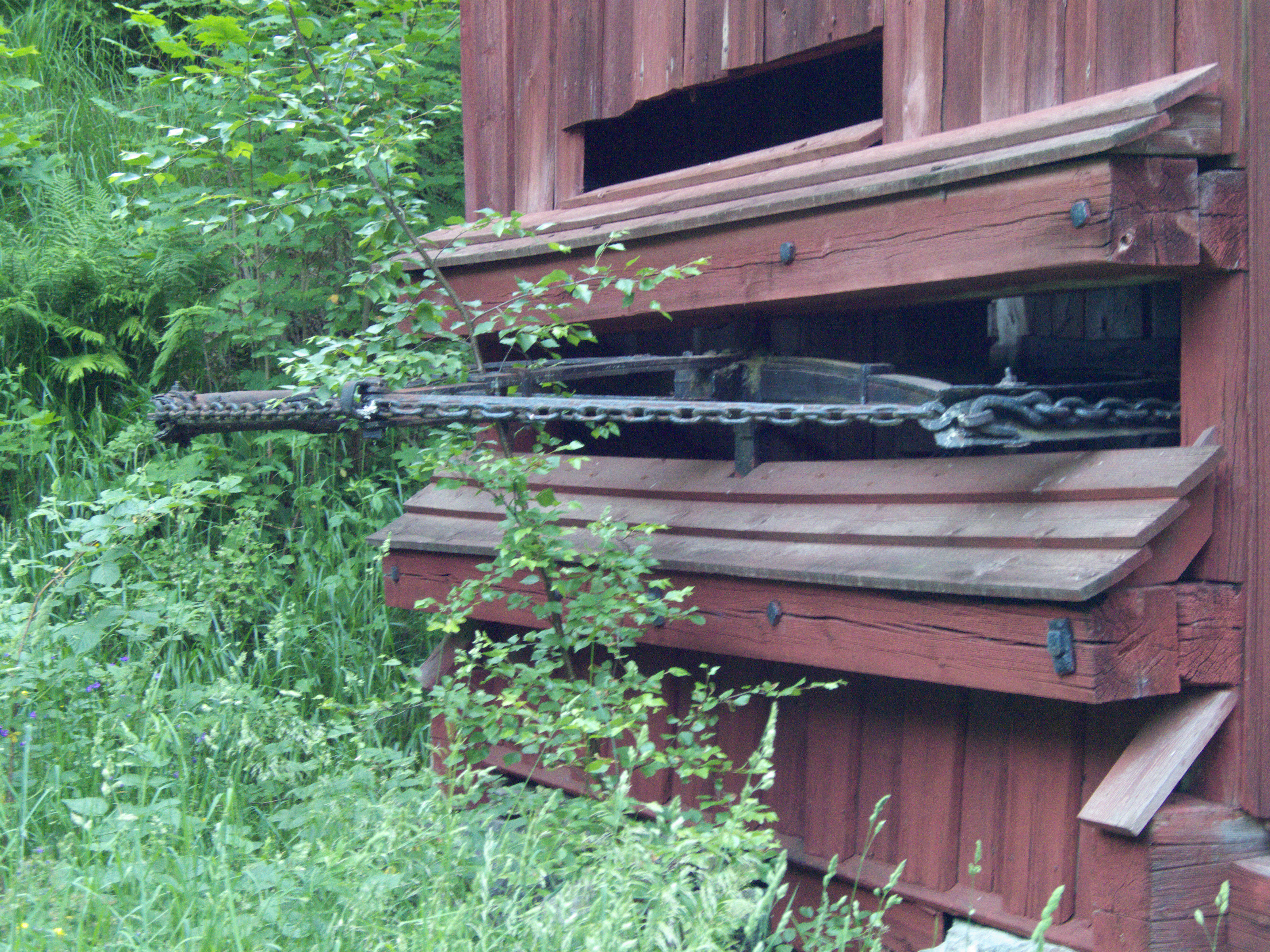
巴斯特内斯矿场的传动带细部